# Bonnefantenklooster (Luik)
Het Bonnefantenklooster (Couvent des Bons-Enfants) was een vrouwenklooster te Luik, gelegen aan de huidige Rue des Bons-Enfants aldaar.
Dit klooster werd voor het eerst vermeld in 1183 in een document van ene Albert, die aartsdeken van Luik was. Het werd achtereenvolgens bewoond door de Reguliere Kanunniken van Augustinus, de Broeders van het Gemene Leven, de Zusters van Hasques, welke in 1483 vanuit Hasselt gekomen waren, en de Alexianessen vanaf 1493.
Een 14-tal Reguliere Kanunnikessen van het Heilig Graf uit Nieuwstadt betrokken in 1596 het oude Sint-Elisabethhospitaal. Ze mochten er blijven, mits hun orde niet meer dan 25 zusters zou tellen. In 1796, toen het klooster werd opgeheven, waren er nog 13 zusters.